# Ružomberok (nádraží)
Ružomberok je vlakové nádraží ve slovenském Ružomberku. Nachází se v obci Likavka, na pravém břehu Váhu, tedy mimo katastr města, přesto však v blízkosti jeho centra.
Byla vybudována během výstavby Košicko-bohumínské železnice v roce 1871 a její součástí je historická budova, zapsaná do seznamu slovenských národních kulturních památek. Leží na trati ŽSR č. 180 (Žilina–Košice), jejíž úsek s touto stanicí (Poprad-Tatry – Žilina) byl zprovozněn 8. prosince 1871, a která je součástí panevropského koridoru č. 5.
V období 5. června 1908 do 28. září 1974 odsud vycházela trať železniční trať Ružomberok – Korytnica kúpele.